# 漢斯·迪特爾·貝茨
漢斯·迪特爾·貝茨（德語：Hans Dieter Betz，1931年5月21日—），生於德國莱姆戈，新約學者，專長於新約研究，早期基督教會歷史，現為芝加哥大學教授。他在對使徒保羅《加拉太書》，山上寶訓及早期基督教會希臘文獻的研究上，有卓越貢獻。

## 生平
貝茨在德國出生長大，在德國及英國劍橋大學受神學教育。
1963年到達美國加州，在神學院教書。